# Tiger Man
Tiger Man es una recopilación de Elvis Presley, que cuenta con pistas de su segundo concierto del Comeback Special, en 1968. Fue lanzado como parte del 30th Aniversario del especial televisivo de Elvis, que en diciembre de 1998 cumplió 30 años. 

## Contexto
El 27 de junio de 1968, Elvis grabó algunas canciones para su especial televisivo de Navidad, que iba a ser trasmitido para diciembre del mismo año. Tiger Man contiene algunas canciones que no fueron lanzadas en el álbum original de 1968, Elvis.
El show que se ve en la televisión, fue, en realidad un conjunto de dos sesiones realizadas en días distintos.
La segunda sesión, nunca salió al aire ni se publicó hasta que Tiger Man vio la luz el 15 de septiembre de 1998. El recopilatorio contiene sencillos clásicos del Elvis de los 50's como "Heartbreak Hotel", "That's All Right", "Blue Suede Shoes", etc.
El disco toma su nombre de la canción "Tiger Man", canción que fue publicada previamente en la banda sonora de la película Flaming Star, en 1960.

## Carátula
La foto que se usó como portada del disco muestra a Elvis Presley con su traje de cuero del especial de 1968, con su guitarra y un micrófono de base. El músico mira hacia arriba inclinando su cabeza hacia atrás. La fotografía es en blanco y negro, y se tomó en el show televisivo de 1968.

## Canciones
Las canciones son descomplicadas, casi ridículas. El ambiente es relajado y se nota, pues, por ejemplo, Elvis olvida algunas letras en temas del álbum, se ríe y bromea con sus músicos, etc.
Muchos entendidos no le dan mucho al trabajo, pero los fanáticos sí, ya que según ellos, se puede apreciar un poco mejor al Elvis más humano.
|  | Título/Compositor | Intérprete                                                                                   | Duración |  |
|  | ----------------- | -------------------------------------------------------------------------------------------- | -------- |  |
|  | 1                 | Heartbreak Hotel Hoyt Axton / Tommy Durden / Elvis Presley                                   | 4:42     |  |
|  | 2                 | Baby, What You Want Me to Do J. Reed / Jimmy Reed                                            | 2:29     |  |
|  | 3                 | Introductions 8pm                                                                            | 2:50     |  |
|  | 4                 | That's All Right Arthur "Big Boy" Crudup                                                     | 3:41     |  |
|  | 5                 | Are You Lonesome Tonight? Lou Handman / Roy Turk                                             | 3:50     |  |
|  | 6                 | Baby, What You Want Me to Do J. Reed / Jimmy Reed                                            | 3:30     |  |
|  | 7                 | Blue Suede Shoes Carl Perkins                                                                | 2:22     |  |
|  | 8                 | One Night Dave Bartholomew / Pearl King / Anita Steiman                                      | 3:18     |  |
|  | 9                 | Love Me Jerry Leiber / Mike Stoller                                                          | 4:14     |  |
|  | 10                | Trying to Get to You Charlie McCoy / Rose Marie McCoy / Charlie Singleton / Shelby Singleton | 3:03     |  |
|  | 11                | Lawdy Miss Clawdy Lloyd Price                                                                | 2:54     |  |
|  | 12                | Santa Claus Is Back in Town Jerry Leiber / Mike Stoller                                      | 1:20     |  |
|  | 13                | Blue Christmas Bill Hayes / Jay Johnson                                                      | 4:02     |  |
|  | 14                | Tiger Man Lewis Burns / Al Lewis / Joe Hill Louis                                            | 3:11     |  |
|  | 15                | When My Blue Moon Turns to Gold Again Gene Sullivan / Wiley Walker                           | 1:17     |  |
|  | 16                | Memories Mac Davis / Billy Strange                                                           | 3:20     |  |